# ماثيو دنفر
ماثيو دنفر هو مصرفي وسياسي أمريكي، ولد في 21 ديسمبر 1870 في Rombach Place ‏ في الولايات المتحدة، وتوفي في 13 مايو 1954 في ويلمنغتون في الولايات المتحدة. نشط حزبياً في الحزب الديمقراطي. وقد انتخب عضو مجلس النواب الأمريكي.